# 1636
Năm 1636 (số La Mã: MDCXXXVI) là một năm nhuận bắt đầu từ ngày thứ Ba trong lịch Gregory (hoặc một năm nhuận bắt đầu từ ngày thứ sáu của lịch Julius chậm hơn 10 ngày).

## Sự kiện
- 15 tháng 5: Hoàng Thái Cực xưng đế, đổi quốc hiệu Kim thành Thanh, kiến lập nhà Thanh.